# Пежо тип 35
Пежо тип 35 (фр. Peugeot Type 35) је моторно возило произведено између 1900. и 1902. од стране француског произвођача аутомобила Пежо у њиховој фабрици у Оданкуру. У том раздобљу је укупно произведено 49 јединица.
Возило је у почетку покретао четвороцилиндрични четворотактни мотор који је хоризонтално постављен позади, а преко ланчаног склопа је пренет погон на задње точкове. Од 1901 године покретао га је једноцилиндрични мотор вертикално постављен. Његова максимална снага била је 6-8 КС.
Тип 35 има међуосовинско растојање од 165-244 цм, са размаком точкова 115 цм и до 190 цм. Облик каросерије је фургон или пикап и има места за две особе.